# När Jesus gick på jorden
När Jesus gick på jorden är en psalm med text skriven 1938 av John Nilsson och musik skriven 1946 av Daniel Olson.

## Publicerad i
- Kyrkovisor för barn 1960 som nr 707 under rubriken "Guds härlighet i Kristus".
- Psalmer och Sånger 1987 som nr 388 under rubriken "Fader, Son och Ande - Jesus, vår Herre och broder".[1]